# Semiothisa wehrliaria
Semiothisa wehrliaria är en fjärilsart som beskrevs av Felix Bryk 1948. Semiothisa wehrliaria ingår i släktet Semiothisa och familjen mätare. Inga underarter finns listade i Catalogue of Life.